# لودن، پاکستان
لودن (به انگلیسی: Luddan) یک شهرک در پاکستان است که در ناحیه وهاری واقع شده‌است.